# 271 (nombre)
Pour un article plus général, voir Nombres 270 à 279.
Cet article est relatif au nombre 271. Pour les années, voir 271 et -271.
Le nombre 271 (deux cent soixante-et-onze ou deux cent septante-et-un) est l'entier naturel qui suit 270 et qui précède 272. C'est :
- un nombre premier jumeau avec 269,
- le 6e nombre premier cubain,
- le 10e nombre hexagonal centré,
- la somme de onze nombres premiers consécutifs (7 + 11 + 13 + 17 + 19 + 23 + 29 + 31 + 37 + 41 + 43).